# Crassula sarcocaulis
Crassula sarcocaulis là một loài thực vật có hoa trong họ Crassulaceae. Loài này được Eckl. & Zeyh. miêu tả khoa học đầu tiên năm 1837.

## Gallery

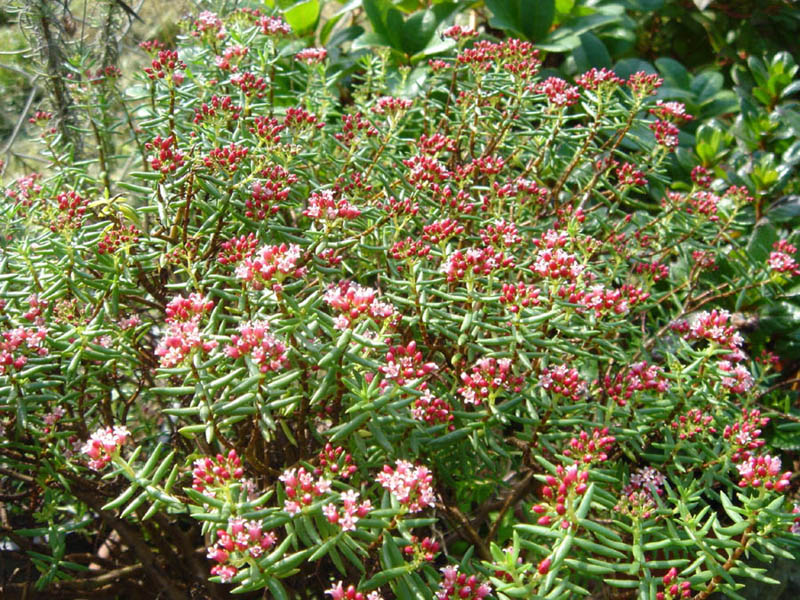
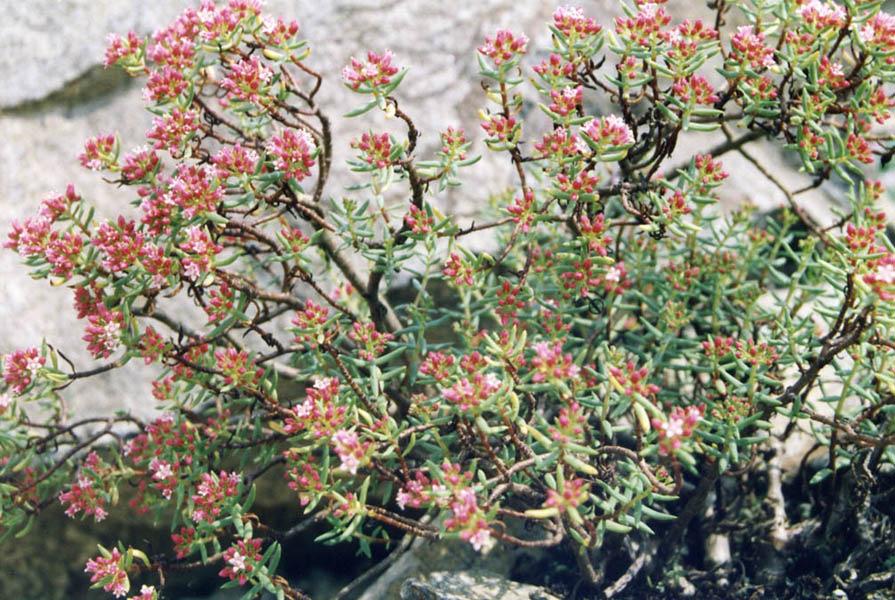
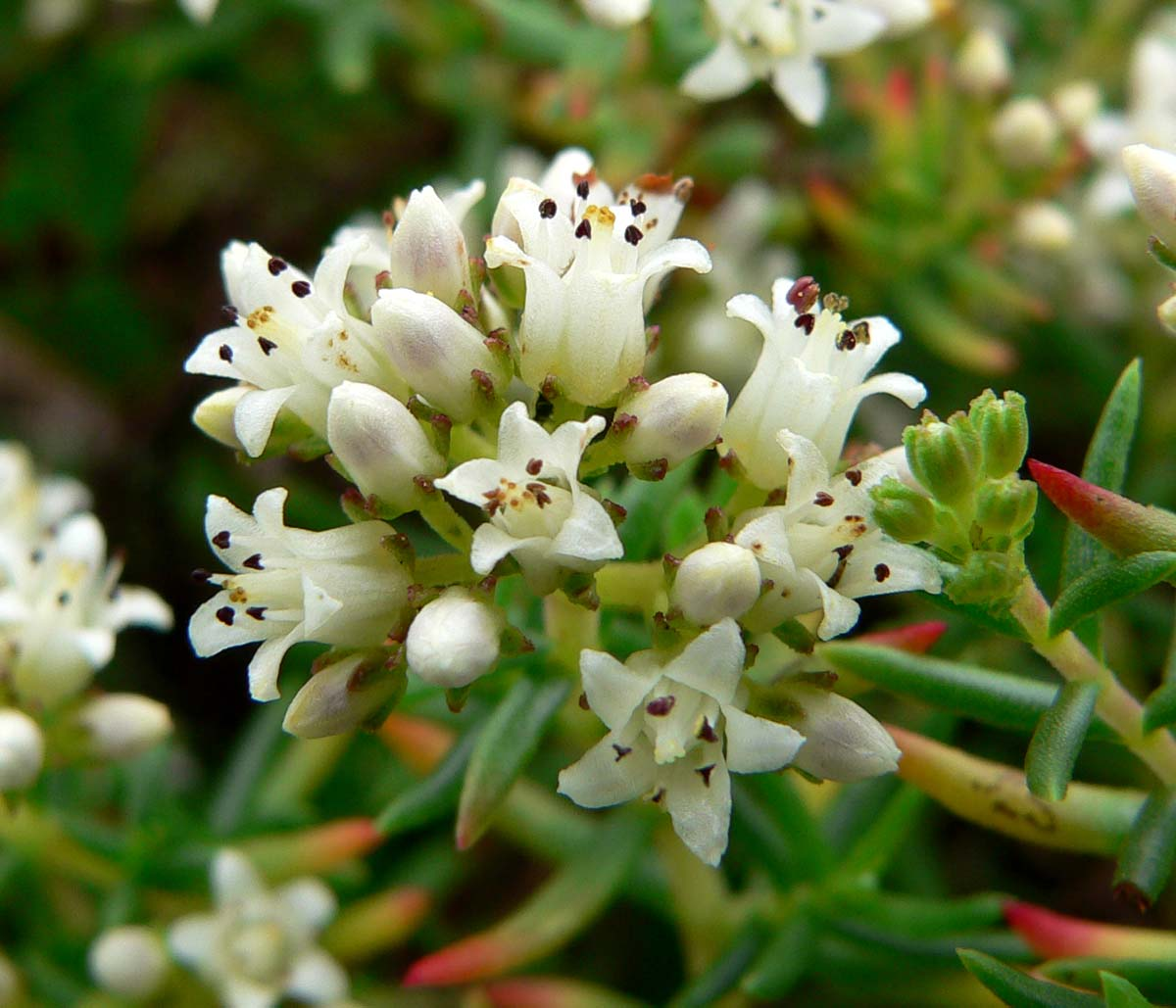
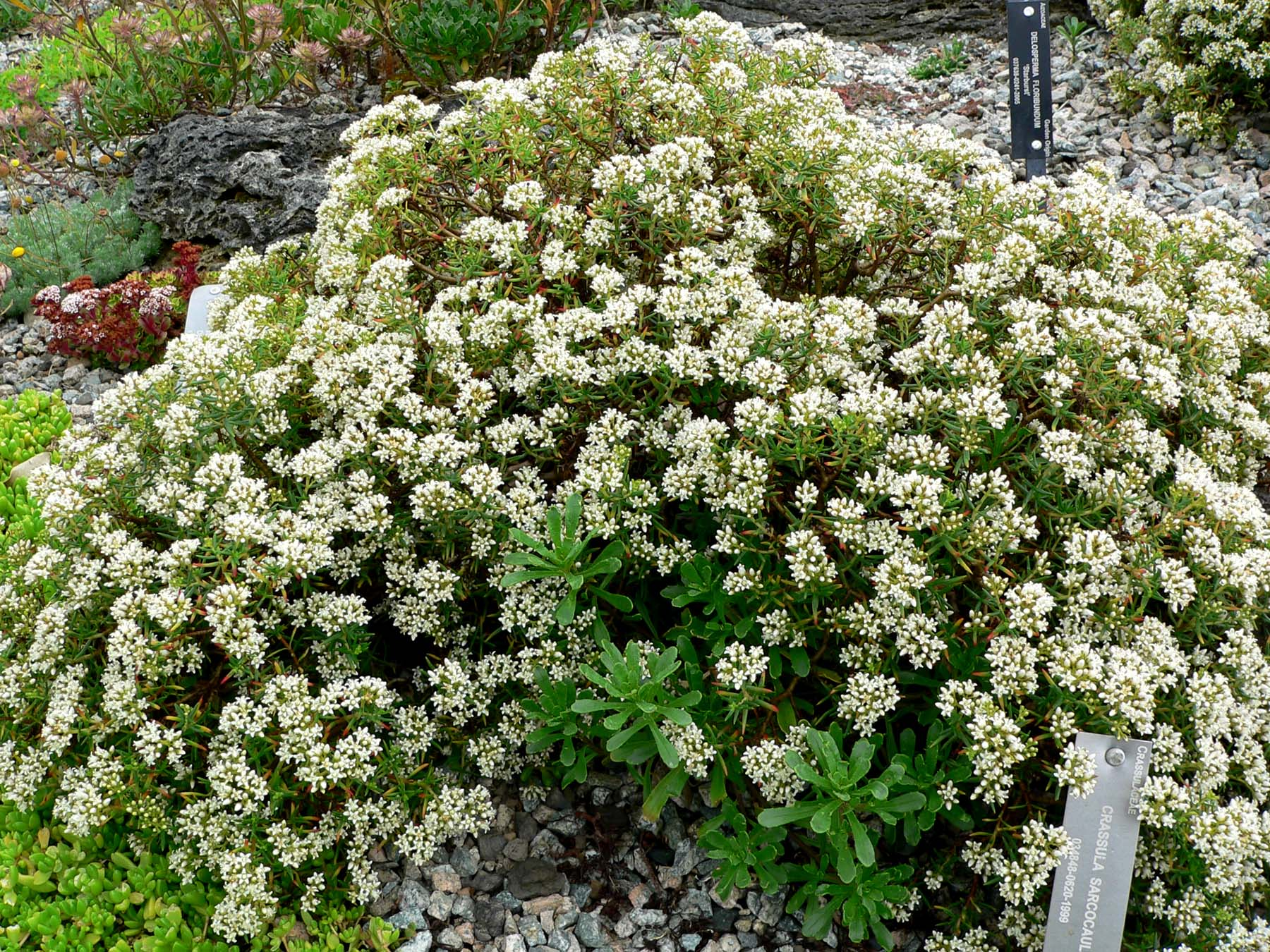
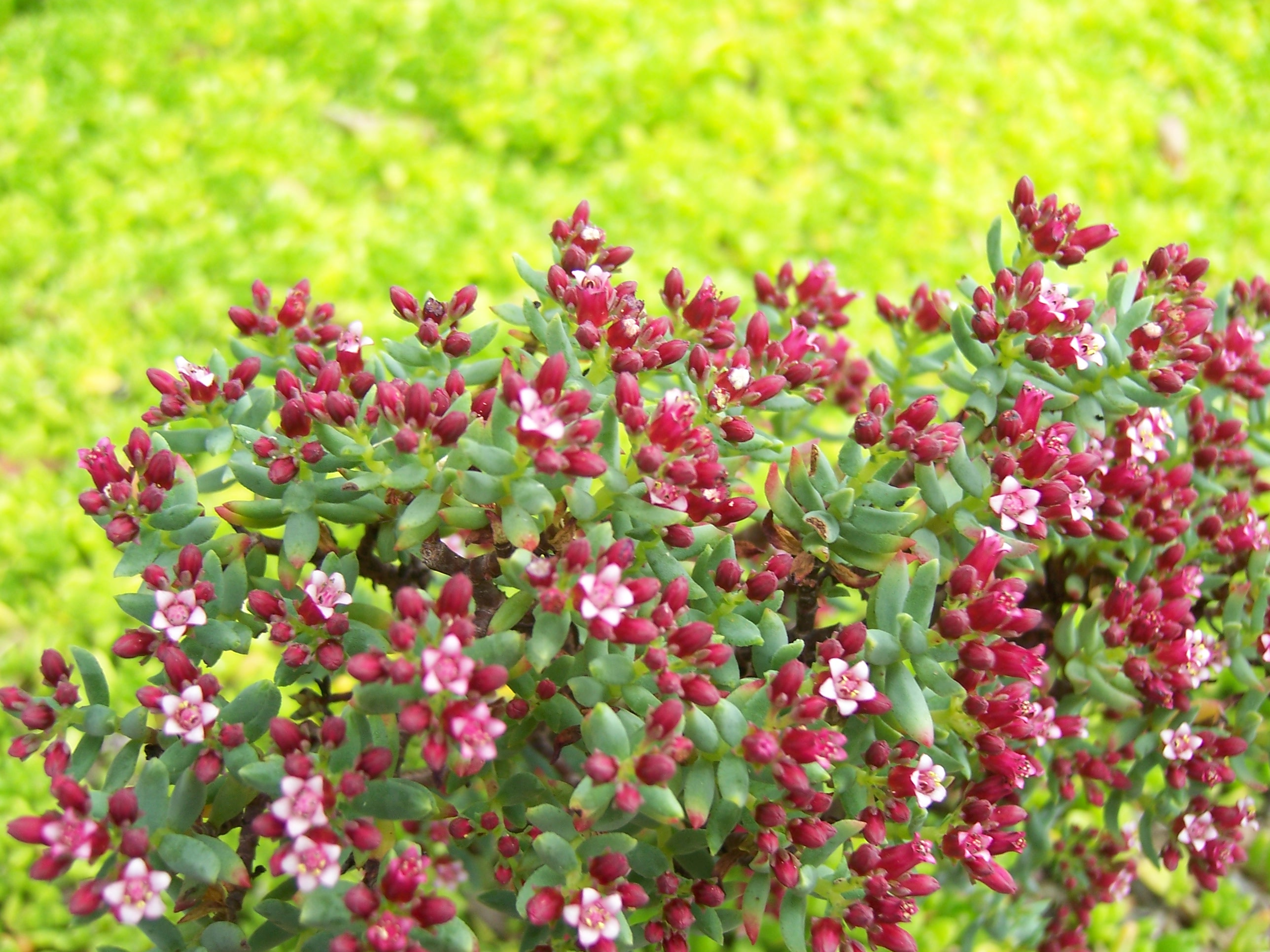
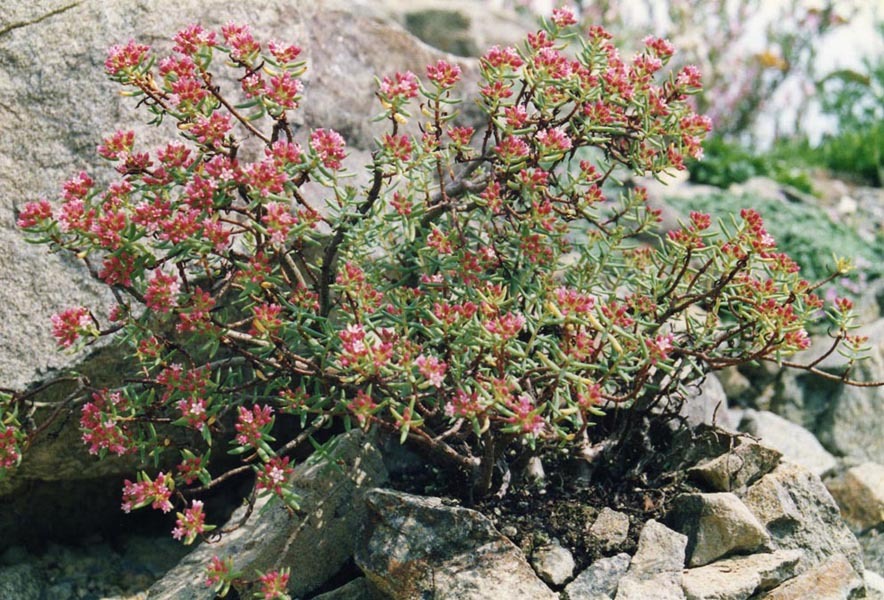